# Стараховишки окръг
Стараховишки окръг (на полски: Powiat starachowicki) е окръг в Югоизточна Полша, Швентокшиско войводство. Заема площ от 523,41 км2. Административен център е град Стараховице.

## География
Окръгът се намира в историческия регион Малополша. Разположен е в северната част на войводството.

## Население
Населението на окръга възлиза на 94 217 души (2012 г.). Гъстотата е 180 души/км2.

## Административно деление
Административно окръгът е разделен на 5 общини.
Градска община:
- Стараховице

Градско-селска община:
- Община Вонхоцк

Селски общини:
- Община Броди
- Община Мижец
- Община Павлов

## Фотогалерия
- Вонхоцк
- Стараховице